# 西中村浩
西中村 浩（にしなかむら ひろし、1953年9月18日 - ）は、日本のロシア文学者。東京大学大学院総合文化研究科教授。

## 経歴
1953年、鹿児島県で生まれた。東京大学教育学部で学び、1978年に卒業。同大学大学院露文科に進み、1986年に博士課程を中退。
静岡大学非常勤講師を経て、1989年に東京大学教養学部専任講師に就いた。1991年に助教授、1999年に教授昇格。

## 著作
共編著
- 『間文化の言語態』(シリーズ言語態 6) 池田信雄共編、東京大学出版会 2002
- 『ロシア語入門 2005』安岡治子共編著、放送大学教育振興会 2005
- 『ロシア語をはじめよう』朝妻恵里子共著、朝日出版社 2017

訳書
- 『ロシアの宇宙精神』S・G・セミョーノワ（ロシア語版）, A・G・ガーチェワ（ロシア語版）著、せりか書房 1997
- 『逆遠近法の詩学：芸術・言語論集』フロレンスキイ著、桑野隆・高橋健一郎共訳、水声社(叢書・二十世紀ロシア文化史再考) 1998